# Aliciella ripleyi
Aliciella ripleyi är en blågullsväxtart som först beskrevs av Rupert Charles Barneby, och fick sitt nu gällande namn av J. M. Porter. Aliciella ripleyi ingår i släktet Aliciella och familjen blågullsväxter. Inga underarter finns listade i Catalogue of Life.